# European Air Transport Leipzig
European Air Transport Leipzig GmbH, spesso abbreviato in EAT Leipzig o EAT-LEJ, è una compagnia aerea cargo tedesca con sede e hub principale sul terreno dell'aeroporto di Lipsia-Halle a Schkeuditz. È controllata al 100% da Deutsche Post e gestisce i servizi espressi e pacchi a marchio DHL del gruppo. Fornisce inoltre servizi charter ad hoc compreso il trasporto di bestiame.

## Storia
La società nella sua forma attuale risale a un accordo di fusione del 10 febbraio 2010, che ha coinvolto European Air Transport N.V. Bruxelles. Tale società è stata costituita dalla European Air Transport Leipzig GmbH e si è fusa con essa. La compagnia aerea gestisce anche una serie di rotte per British Airways, Iberia, Finnair e Amazon.

## Basi operative
European Air Transport opera servizi in Europa, Medio Oriente e Africa come parte della rete DHL Aviation. Oltre a oltre 75 gateway più piccoli, le principali basi operative di DHL Aviation in Europa sono:
| Stato       | Città                | Aeroporto                             |
| ----------- | -------------------- | ------------------------------------- |
| Belgio      | Bruxelles            | Aeroporto di Bruxelles-National       |
| Danimarca   | Copenaghen           | Aeroporto di Copenaghen               |
| Francia     | Parigi               | Aeroporto di Parigi Charles de Gaulle |
| Germania    | Francoforte sul Meno | Aeroporto di Francoforte              |
| Germania    | Lipsia               | Aeroporto di Lipsia-Halle             |
| Italia      | Milano               | Aeroporto di Milano-Malpensa          |
| Paesi Bassi | Amsterdam            | Aeroporto di Amsterdam-Schiphol       |
| Portogallo  | Lisbona              | Aeroporto di Lisbona                  |
| Regno Unito | Derby                | Aeroporto delle Midlands Orientali    |
| Regno Unito | Londra               | Aeroporto di Londra-Heathrow          |
| Regno Unito | Londra               | Aeroporto di Londra-Luton             |
| Spagna      | Madrid               | Aeroporto di Madrid-Barajas           |
| Spagna      | Vitoria              | Aeroporto di Vitoria                  |

## Flotta

### Flotta attuale
A febbraio 2024 la flotta di European Air Transport Leipzig è così composta:

### Flotta storica
European Air Transport Leipzig operava in precedenza con i seguenti aeromobili:
- Airbus A330-300(P2F)
- Boeing 757-200PF
- Boeing 757-200(SF)

## Incidenti
- 22 novembre 2003: l'Airbus A300 di marche OO-DLL in fase di salita dopo il decollo dall'aeroporto Internazionale di Baghdad venne colpito da un missile terra-aria che danneggiò la semiala sinistra, costringendo il suo equipaggio ad un atterraggio di emergenza. Il danno sull'ala, dovuto anche ad un incendio del combustibile contenuto nel serbatoio, causò una perdita di pressione in tutti e tre i sistemi idraulici presenti sull'aereo, impossibilitando i piloti ad agire sui controlli essenziali di volo, quali il timone ed i flap. Governando l'aereo variando la potenza dei motori, l'equipaggio riuscì ad atterrare dopo 16 minuti senza conseguenze per la propria incolumità.[5]

- 18 agosto 2023: l'Airbus A300B4-600F registrato EI-DGU, in volo da Pisa a Lipsia-Halle, è stato deviato su Bergamo per presenza di materiali pericolosi a bordo.